# Nuussuutaa
Nuussuutaa [ˈnuːsːuːˌtaː] (nach alter Rechtschreibung Nûgssûtâ) ist eine wüst gefallene grönländische Siedlung im Distrikt Uummannaq in der Avannaata Kommunia.

## Lage
Nuussuutaa liegt am Ende der großen gleichnamigen Halbinsel, die die Grenze zwischen den Distrikten Uummannaq und Ilulissat bzw. Qeqertarsuaq bildet. Am Ende der Halbinsel liegen mehrere kleine Inseln, die die Fortsetzungen der schmalen Kaps in dem Gebiet bilden. Nur 3,5 km nördlich liegt der ebenfalls aufgegebene Ort Nuussuaq. Der nächstgelegene heute noch bewohnte Ort ist Niaqornat 37 km nordöstlich.

## Geschichte
In Nuussuutaa finden sich alte Ruinen, die auf eine frühe Besiedelung schließen lassen. Später war der Ort verlassen. Erst 1873 kamen zwei Familien aus dem 32 km südöstlich liegenden Udsted Nuusaq, die den Wohnplatz neu besiedelten.
Ab 1911 gehörte Nuussuutaa zur Gemeinde Nuussuaq. 1915 hatte Nuussuutaa 42 Einwohner, die in vier Häusern lebten. Es gab sieben Jäger, von denen einer als Katechet arbeitete. 1930 hatte Nuussuutaa noch 15 Einwohner und 1935 wurde der Wohnplatz aufgegeben.